# Sky-Map.org
Sky-Map.org（WikiSky.org，又称WikiSky），是一个Wiki天空地图，目前已记录5亿多个天体。用户可以在此地图中缩放整个星空。用户可以撰写文章，添加链接，上传图片来编辑天体信息，改善地图。目前WikiSky记录了五亿多个天体，包括各种恒星、星系、星座和行星，且仍然在不断发展中，但自2010年以来活动有所减少。

## 软件
用户可以通过GALEX、DSS、SDSS等探测器来观测星空，查询他们感兴趣的天体，获取文章、图片等信息。Sky-Map.org拥有自己的API，可以通过代码来获取、编辑星体信息，查询星体的SDSS数据。

## 图片版权
部分Wikisky图像不能商业使用，如DSS2拍摄的图像。DSS的数据权利由多个机构持有。。史隆數位巡天（SDSS）拍摄的图像则属于公有领域(。哈勃空间望远镜（HST）的图像，史匹哲太空望遠鏡的红外线图像，星系演化探测器（GALEX）的紫外线图像也属于公有领域。

## 类似地图
- WorldWide Telescope
- Stellarium
- Google Sky

### 参注
1. ↑  . 2009-02-23  [2010-05-06]. （原始内容存档于September 9, 2008）.
2. ↑  . Multimission Archive at STScI. 2007-06-12  [2010-05-06]. （原始内容存档于2008-06-15）.
3. ↑  Michael L. Evans. . Sloan Digital Sky Survey.   [2010-05-06]. （原始内容存档于2018-04-10）.

### 其他
- "WikiSky brings sky gazing to the (online) masses" by Hazel Muir, New Scientist writer, March 22, 2007 （页面存档备份，存于）
- "Sky-Map Site To Show The Beauty Of The Universe To Everybody" - article in Sky Nightly, Feb 01, 2007 （页面存档备份，存于）
- WikiSky - Publications
- People talking about SKY-MAP.ORG